# Leiophron pallipes
Leiophron pallipes är en stekelart som beskrevs av Curtis 1833. Leiophron pallipes ingår i släktet Leiophron och familjen bracksteklar. Arten är reproducerande i Sverige. Inga underarter finns listade i Catalogue of Life.